# Campionati europei di atletica leggera indoor 2019 - Salto triplo maschile
Il concorso del salto triplo maschile ai campionati europei di atletica leggera indoor di Glasgow 2019 si è svolto il 1° ed il 3 marzo 2019 presso la Commonwealth Arena and Sir Chris Hoy Velodrome.
La gara è stata vinta dall'azero Nazim Babayev con la misura di 17,29 metri.

## Podio
| Pos.    | Atleta        | Nazionalità |
| ------- | ------------- | ----------- |
| Oro     | Nazim Babayev | Azerbaigian |
| Argento | Nelson Évora  | Portogallo  |
| Bronzo  | Max Heß       | Germania    |

## Record
| Record                | Record       | Record | Record          | Record       |
| --------------------- | ------------ | ------ | --------------- | ------------ |
| Record del mondo      | Teddy Tamgho | 17.92  | Parigi, Francia | 6 marzo 2011 |
| Record europeo        | Teddy Tamgho | 17.92  | Parigi, Francia | 6 marzo 2011 |
| Record dei campionati | Teddy Tamgho | 17.92  | Parigi, Francia | 6 marzo 2011 |

## Programma
| Data          | Ora   | Turno          |
| ------------- | ----- | -------------- |
| 1º marzo 2019 | 20:25 | Qualificazioni |
| 3 marzo 2019  | 19:35 | Finale         |

## Risultati

### Qualificazione
Si sono qualificati gli atleti che hanno saltato almeno la misura di 16.70 (Q) metri oppure i primi otto (q).
| Class | Atleta           | Nazione                     | #1    | #2    | #3    | Risultati | Note |
| ----- | ---------------- | --------------------------- | ----- | ----- | ----- | --------- | ---- |
| 1     | Nelson Évora     | Portogallo                  | 16.47 | 16.89 |       | 16.89     | Q,   |
| 2     | Max Heß          | Germania                    | 16.35 | 16.81 |       | 16.81     | Q,   |
| 3     | Nazim Babayev    | Azerbaigian                 | 16.81 |       |       | 16.81     | Q,   |
| 4     | Tomáš Veszelka   | Slovacchia                  | x     | 16.78 |       | 16.78     | Q,   |
| 5     | Kevin Luron      | Francia                     | 16.48 | x     | 16.65 | 16.65     | q,   |
| 6     | Simone Forte     | Italia                      | 16.64 | x     | –     | 16.64     | q    |
| 7     | Yoann Rapinier   | Francia                     | x     | 16.55 | 16.28 | 16.55     | q    |
| 8     | Nathan Douglas   | Gran Bretagna               | 16.10 | 16.48 | –     | 16.48     | q,   |
| 9     | Simo Lipsanen    | Finlandia                   | 16.30 | 16.43 | x     | 16.43     |      |
| 10    | Levon Aghasyan   | Armenia                     | x     | 16.32 | 16.38 | 16.38     |      |
| 11    | Aleksej Fëdorov  | Atleti Neutrali Autorizzati | 16.27 | 16.28 | 16.23 | 16.28     |      |
| 12    | Can Özüpek       | Turchia                     | 15.65 | 16.12 | 16.28 | 16.28     |      |
| 13    | Tobia Bocchi     | Italia                      | 16.23 | x     | x     | 16.23     |      |
| 14    | Necati Er        | Turchia                     | x     | 16.10 | 16.21 | 16.21     |      |
| 15    | Pablo Torrijos   | Spagna                      | 15.69 | 15.83 | 16.18 | 16.18     |      |
| 16    | Elvijs Misāns    | Lettonia                    | x     | 16.02 | 16.16 | 16.16     |      |
| 17    | Julian Reid      | Gran Bretagna               | 15.74 | 12.94 | 15.93 | 15.93     |      |
| 18    | Fabrizio Donato  | Italia                      | 15.61 | 15.93 | x     | 15.93     |      |
| -     | Adrian Świderski | Polonia                     |       |       |       | dns       |      |

### Finale
| Class   | Atleta         | Nazione       | #1    | #2    | #3    | #4    | #5    | #6 | Risultati | Note                                     |
| ------- | -------------- | ------------- | ----- | ----- | ----- | ----- | ----- | -- | --------- | ---------------------------------------- |
| Oro     | Nazim Babayev  | Azerbaigian   | 16.97 | x     | x     | 17.29 | x     | x  | 17.29     | Miglior prestazione personale            |
| Argento | Nelson Évora   | Portogallo    | 16.68 | x     | x     | 17.11 | x     | x  | 17.11     | Miglior prestazione personale stagionale |
| Bronzo  | Max Heß        | Germania      | x     | 16.93 | x     | 16.68 | 17.10 | x  | 17.10     | Miglior prestazione personale stagionale |
| 4       | Yoann Rapinier | Francia       | x     | 16.72 | 15.66 | 15.71 | x     | x  | 16.72     |                                          |
| 5       | Kevin Luron    | Francia       | 16.63 | 16.37 | x     | x     | 14.89 | x  | 16.63     |                                          |
| 6       | Tomáš Veszelka | Slovacchia    | 16.11 | 16.35 | 15.99 | –     | x     | x  | 16.35     |                                          |
| 7       | Nathan Douglas | Gran Bretagna | 16.33 | x     | 15.36 | x     | 15.98 | x  | 16.33     |                                          |
| 8       | Simone Forte   | Italia        | 15.54 | x     | x     | r     | –     | –  | 15.54     |                                          |